# Руге, Ойген
Ойген Руге (нем. Eugen Ruge, род. 24 июня 1954, Сосьва, Свердловская область, РСФСР, СССР) — немецкий писатель, режиссёр и переводчик Чехова. Лауреат Немецкой книжной премии 2011 года.

## Биография
Ойген Руге родился в семье Вольфганга Руге, в 1940—1950-е гг. находившегося в ссылке в Северо-Уральском ИТЛ (Севураллаг), а по возвращении в Восточную Германию (ГДР) ставшего видным историком рабочего и левого движения. В возрасте двух лет Ойген Руге вместе с родителями переезжает в Восточный Берлин.
Ойген получил математическое образование в Берлинском университете им. Гумбольдта, работал научным сотрудником в Центральном институте физики Земли Академии наук ГДР. С 1986 сосредоточился на деятельности писателя, документалиста и сценариста. С 1988 проживает в ФРГ, пишет для театра, радио и документального кино, перевёл на немецкий несколько пьес А. Чехова.

## Сочинения
Дебютный роман Ойгена Руге «Дни убывающего света»(«In Zeiten des abnehmenden Lichts»), 2011), был удостоен Немецкой книжной премии как лучший роман 2011 года на немецком языке и ряда других литературных премий, поставлен в берлинском Немецком театре (реж. Штефан Киммиг, 2013) и экранизирован (реж. Матти Гешоннек, 2017). Русский перевод романа вышел в 2017 году в издательстве «Логос» (Москва).

Из аннотации к русскому изданию романа «Дни убывающего света»:
«Частные истории, рассказываемые от первого лица представителями 4 поколений восточнонемецкой семьи, искусно связываются в многоголосое, акцентируемое то как трагическое, то как комическое и нелепое, но всегда остающееся личным представление пяти десятилетий истории ГДР как истории истощения утопических проектов (коммунизма и реального социализма), схождения на нет самой Истории как утопии».
В 2013 году выходит второй роман Руге: «Кабо де гата» (Cabo de Gata), в 2016 — третий: «Follower. 14 предложений о вымышленном внуке», — представляющие собой своеобразные «продолжения» историй персонажей романа «Дни убывающего света».
В октябре 2019 года Руге публикует роман «Метрополь» (Metropol (Rowohlt, 2019)) — своего рода приквел «Дней убывающего света», в котором в схожей полифонической стилистике представляется история полутора лет (с октября 1936 по январь 1938 гг.), проведенных Шарлоттой Руге, недавней сотрудницей разведки Коминтера, под «домашнем арестом» в московской гостинице «Метрополь».

Из аннотации к русскому изданию (Издательство «Логос», проект letterra.org, 2020. — 374 стр. Перевод с немецкого — Елена Штерн) романа:
«Роман немецкого писателя Ойгена Руге «Метрополь» - это документально-литературный опыт погружения в дистопию “Москва, 1937”, в которую автора ввергает попытка “от первого лица” реконструировать те полтора года, которые Шарлотта Жермен, его реальная бабушка, один из главных персонажей “Дней убывающего света”, а также
сотрудница разведки Коминтерна, ожидает своего ареста в прострации московской гостиницы “Метрополь”, в окружении исполнителей, свидетелей и жертв происходящих в это время “показательных процессов” и “чисток” <...>».
Видео авторской читки из 1-й главы романа и актёрской читки глав из его русского перевода (осуществленной в интерьерах пребывавшей «на карантине» гостиницы «Метрополь») доступны по ссылке проекта «Читка из „Метрополя“» — https://www.goethe.de/ins/ru/ru/kul/sup/met.html